# جيمي كوين (لاعب كرة قدم أسترالي)
جيمي كوين (بالإنجليزية: Jamie Coyne)‏ هو لاعب كرة قدم أسترالي في مركز ظهير ‏، ولد في 2 يناير 1982 في سيدني في أستراليا. لعب مع أدو دين هاغ وبرسيب باندونغ وسيدني إف سي ونادي برث غلوري ونادي برث ونادي سريويجايا ونادي ملبورن سيتي ووست هام يونايتد.

## وصلات خارجية
- جيمي كوين على موقع عالم كرة القدم.نت (الإنجليزية)